# Comoedia
Comoedia was een toneelgezelschap in Amsterdam dat heeft bestaan van 1921 tot 1924.
Het gezelschap werd opgericht door Dirk Verbeek, Bets Ranucci-Beckman en de acteursechtparen Lobo-Braakensiek en Van Kerckhoven-Kling. Comoedia was de vaste bespeler van het Centraal Theater in Amsterdam. Het gezelschap onderscheidde zich van andere toneelgroepen door zich te richten op verfijning, beperking en soberheid.
In 1924 fuseerde Comoedia met de Hagespelers van Eduard Verkade tot het Vereenigd Tooneel, onder leiding van Verkade en Verbeek.